# Зіновать Скробішевського
Зіновать Скробішевського (Chamaecytisus skrobiszewskii) — вид квіткових рослин з родини бобових (Fabaceae). За деякими даними таксон є синонімом до Cytisus graniticus Rehmann.

## Поширення
Поширення: пд.-зх. Україна.